# リンク 4
リンク 4（英語: Link 4）は、要撃機を管制するための戦術データ・リンク。アメリカ軍での名称はTADIL-C。

## 来歴
1950年代、アメリカ海軍で開発が進められていた海軍戦術情報システム（NTDS）は、デジタルコンピュータを用いた戦術情報処理装置による戦闘指揮所（CIC）の自動化とともに、戦術情報処理装置同士を戦術データ・リンクによって連接してコンピュータネットワークを構築することも重視していた。
そしてNTDS用戦術データ・リンクのなかには艦上戦闘機の管制用リンクも盛り込まれており、当初はUSC-2と称されていた。これが北大西洋条約機構（NATO）で標準化されるにあたり、リンク 4Aと称されるようになった。また後に、地対地用のリンク 4B、そして戦闘機同士が通信するためのリンク 4Cが派生し、後者はF-14に搭載された。

## 通信規格

### ネットワーク
使用する周波数は超短波（UHF: 300－325 MHz）、変調方式は周波数偏移変調（FSK）である。転送速度は5,000ビット毎秒である。暗号化はされておらず、ジャミング耐性も低い。
伝送方式は時分割複信で、全体的なネット・コントロール・クロックはなく、メッセージを受信する航空機は、同期パターンを使って自分のクロックを設定して受信する。最大100機までの航空機管制が可能とされているが、実用的なネットワークのサイズは、メッセージの許容時間によって制限される。

### メッセージ
メッセージ・フォーマットはSTANAG 5504で規定されており、管制メッセージ（Vシリーズ）、応答メッセージ（Rシリーズ）、試験メッセージの3形式がある。
メッセージひとつあたりの長さは、管制メッセージが14ミリ秒、応答メッセージが18ミリ秒である。管制メッセージは70のタイムスロット (1スロットあたり0.2ミリ秒) に分かれていて、その内56タイムスロット（＝56ビット）でデータが伝送される。一方、応答メッセージは90のタイムスロット (1スロットあたり0.2ミリ秒) に分かれていて、やはりその内56タイムスロットでデータが伝送される。残りのタイムスロットは伝送遅延の吸収などに用いられる。
リンク 4Aでは、自動着艦、航空管制、航空要撃管制、地上攻撃管制、艦載機搭載慣性航法装置などを支援するデータなどが取扱対象となる。